# Mythimna litoralis
Mythimna litoralis là một loài bướm đêm trong họ Noctuidae.

## Hình ảnh

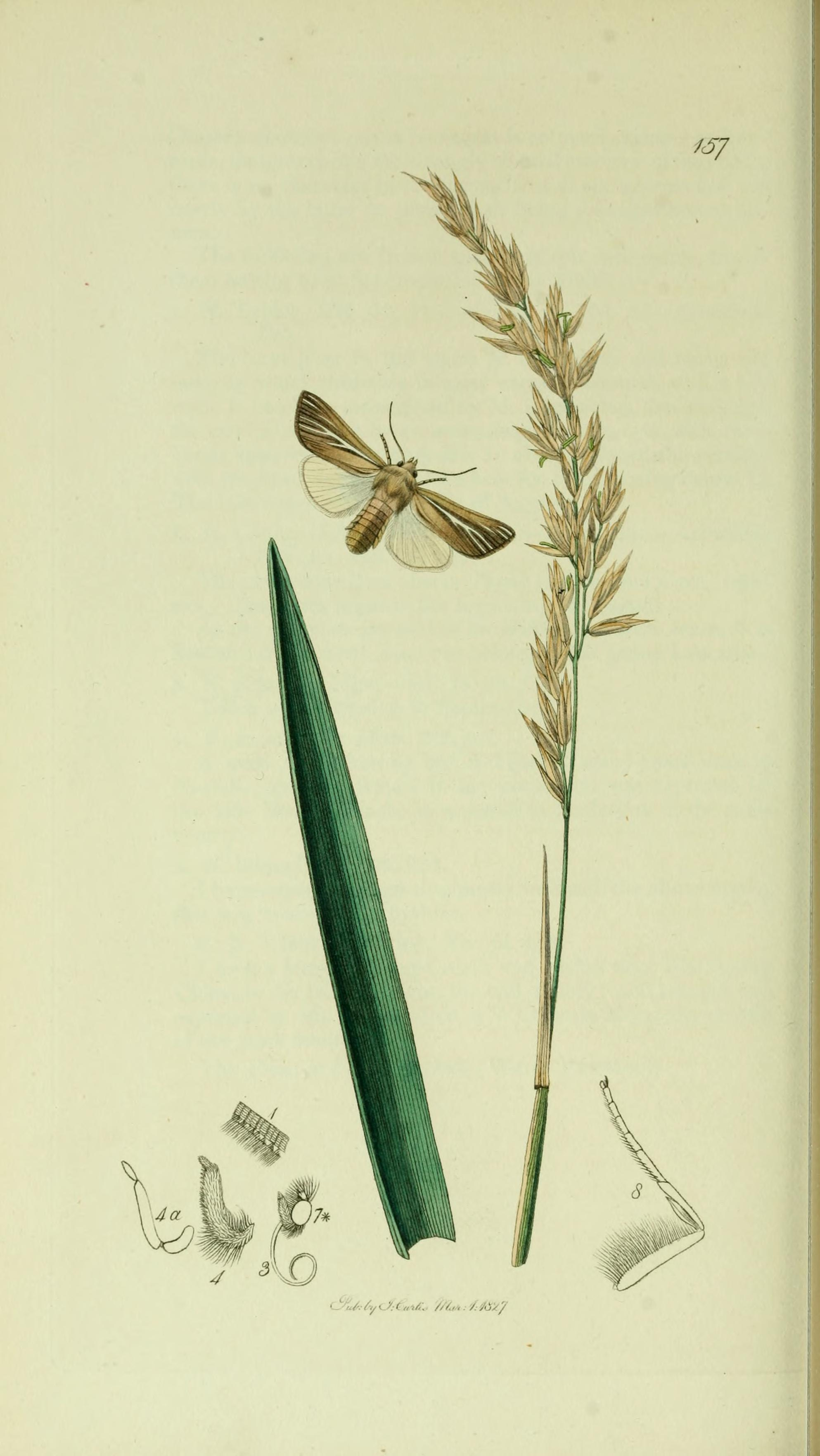
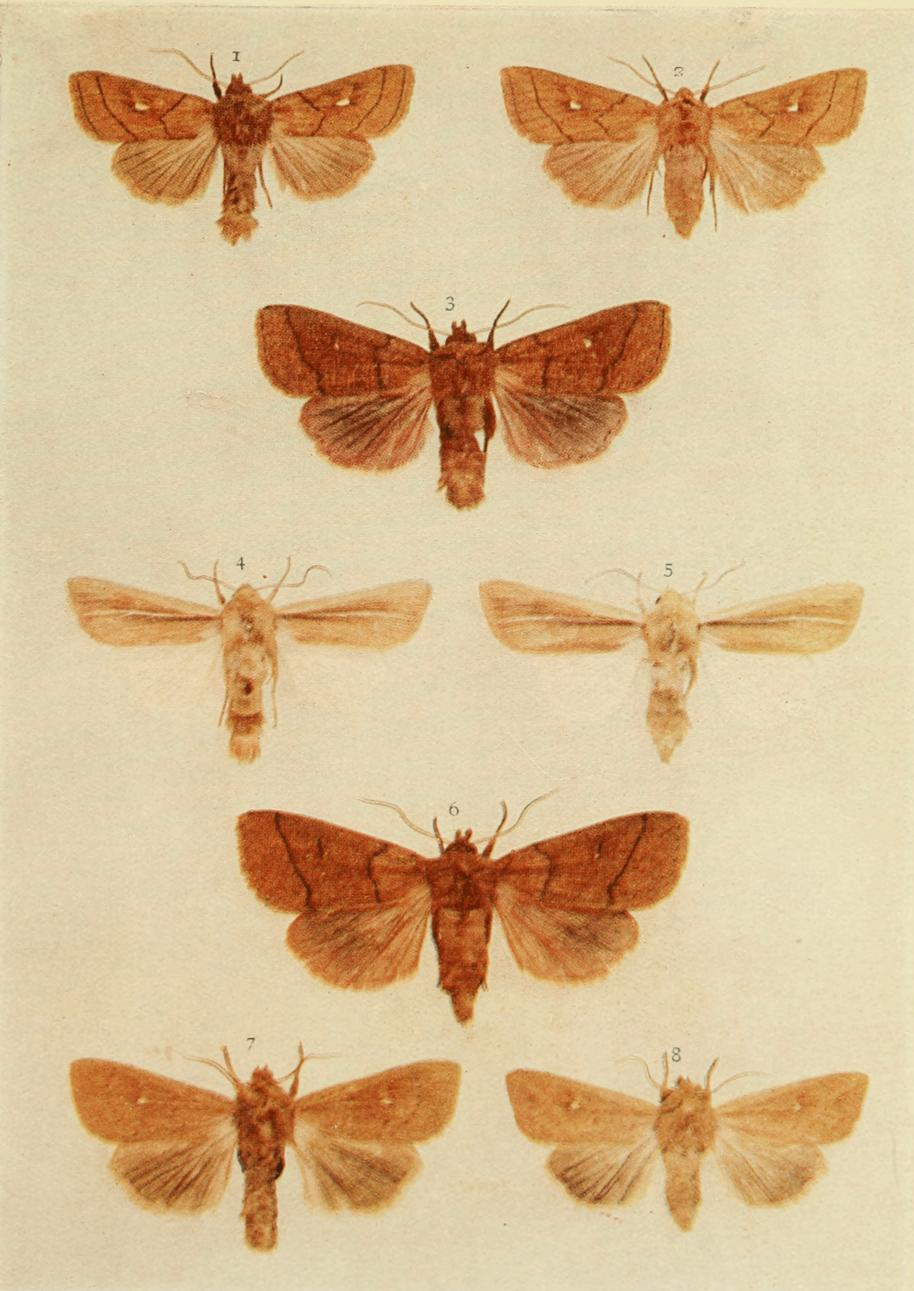
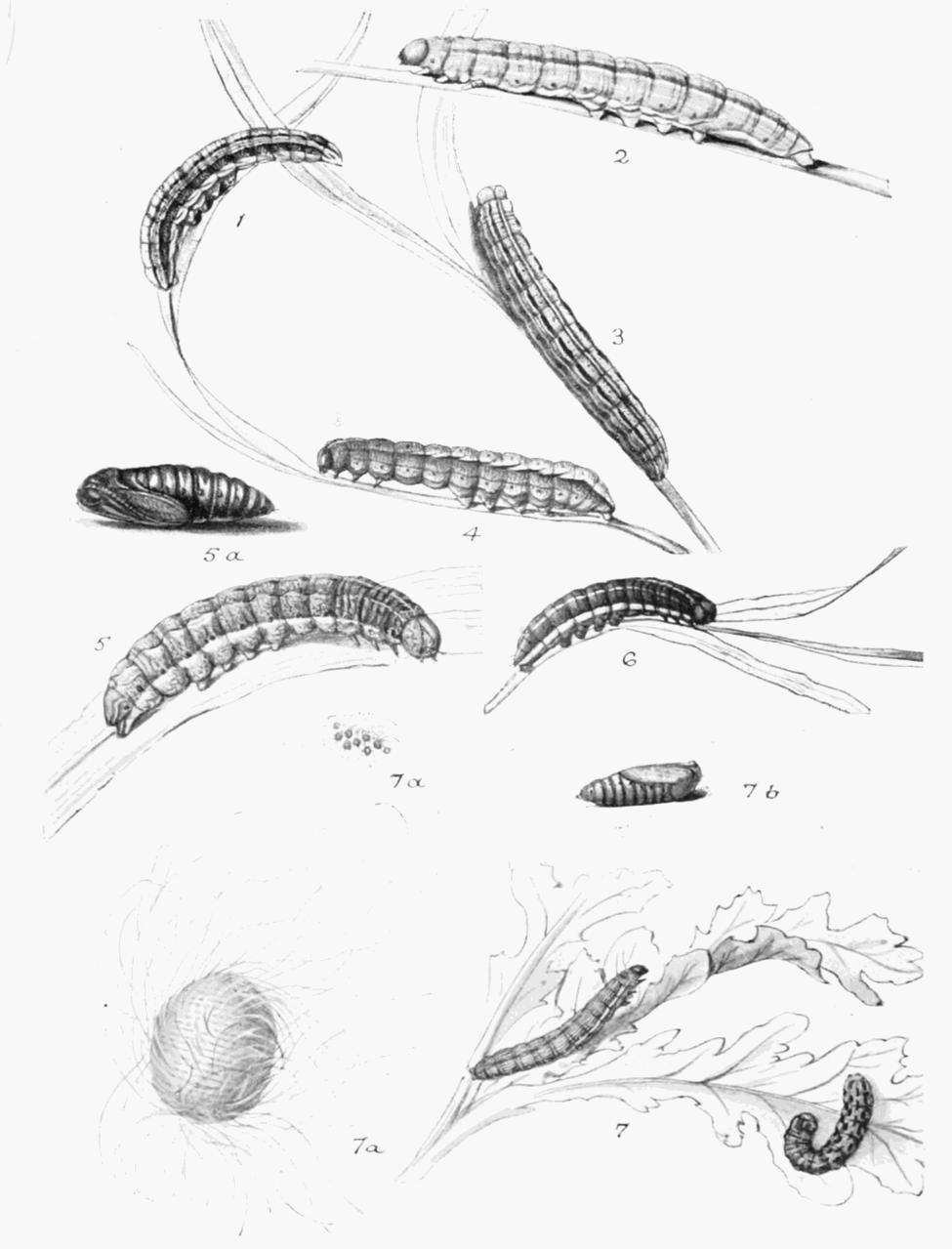